# 三上真人
三上 真人（みかみ まさと、1967年3月 - ）は、日本の工学者、博士（工学）（東京大学にて1995年取得）。専門は、機械工学・熱工学・航空宇宙工学。山口大学教授。イエール大学元客員教授。

## 略歴・人物
1967年生まれ。1990年3月、東京大学工学部航空学科卒業、1995年3月、同大学大学院工学系研究科航空宇宙工学博士課程修了。同年、博士（工学）。
2010年2月から2010年5月まで山口大学大学院理工学研究科（工学）大学院担当教授、2010年5月から2016年4月同大学院理工学研究科（工学）大学院担当教授、2007年8月から2008年1月までイエール大学客員教授。山口大学大学院創成科学研究科（工学）、同大学大学院創成科学研究科（工学系学域）教授。
- 所属学会は、日本燃焼学会、日本機械学会、日本航空宇宙学会、自動車技術会、日本液体微粒化学会。
- 研究は、内燃機関工学、燃焼工学、航空宇宙工学、熱流体・音響計測[2]。

## 受賞歴
- 1997年04月 - 日本機械学会奨励賞(研究)。
- 1998年12月 - ILASS-ASIA BestPresentation Award。
- 1998年12月 - 日本燃焼学会 第36回燃焼シンポジウムベストポスター賞。
- 2000年11月 - 日本燃焼学会 「美しい炎」の写真展日本燃焼学会会長賞。
- 2002年10月 - Small Engine Technology Conference 2002 Presentation Award。
- 2017年11月 - 日本燃焼学会技術賞[3]。

## 書籍
- 『燃焼現象の基礎』（共著・新岡嵩、河野通方、佐藤順、オーム社、2001年）

## 研究・論文
- 「エンジン高空再着火性能評価のための低圧混相燃焼物理の構築」（連携研究者 菊池政雄 宇宙航空研究開発機構, 宇宙科学研究所, 研究員 (80371144)、森上修 九州大学, 大学院工学研究員, 准教授 (70363124)）2014年
- 三上真人「液滴燃焼から複雑な噴霧燃焼へ」『微粒化』第17巻第57号、日本液体微粒化学会、2008年3月、16-21頁、ISSN 13416022、NAID 10020806942。
- 三上真人, 加藤秀輝, 佐藤順一, 河野通方「燃料液滴の干渉燃焼に及ぼす重力の影響」『日本機械学会論文集Ｂ編』第61巻第582号、日本機械学会、1995年、731-737頁、doi:10.1299/kikaib.61.731、ISSN 0387-5016、NAID 130004221552。
- 三上真人, 加藤秀輝, 佐藤順一, 河野通方「燃料液滴の干渉燃焼に及ぼす重力の影響」『日本機械学会論文集. B編』第61巻第582号、日本機械学会、1995年2月、731-737頁、ISSN 03875016、NAID 110002394238。
- 劉本柱, 三上真人, 小嶋直哉「消音器内部の渦輪の発生と共鳴音の卓越化について」『日本騒音制御工学会技術発表会講演論文集』第1995巻、1995年9月、205-208頁、NAID 10002867008。
- 森上修, 羽原修, 榎本啓士, 加藤秀輝, 三上真人, 佐藤順一, 河野通方「円柱状液体燃料の燃焼特性に関する研究」『JASMA : Journal of the Japan Society of Microgravity Application』第12巻第4号、1995年10月、315-316頁、ISSN 09153616、NAID 10002844696。
- 劉本柱, 三上真人, 小嶋直哉「気流を伴う単純空胴型消音器における共鳴音の卓越化について」『日本機械学会論文集Ｂ編』第62巻第600号、日本機械学会、1996年、3220-3226頁、doi:10.1299/kikaib.62.3220、ISSN 0387-5016、NAID 130004079881。
- 三上真人, 嶺山隆志, 伊藤勝幸, 河野通方「音場における燃料液滴の燃焼」『日本機械学会論文集Ｂ編』第62巻第600号、日本機械学会、1996年、3178-3184頁、doi:10.1299/kikaib.62.3178、ISSN 0387-5016、NAID 130004079887。
- 劉本柱, 三上真人, 小嶋直哉「気流を伴う単純空胴型消音器における共鳴音の卓越化について」『日本機械学会論文集. B編』第62巻第600号、日本機械学会、1996年8月、3220-3226頁、ISSN 03875016、NAID 110002403160。
- 三上真人, 八木孝, 小嶋直哉「混合燃料液滴の燃焼における微小爆発の発生について」『日本機械学会論文集Ｂ編』第64巻第624号、日本機械学会、1998年、2690-2695頁、doi:10.1299/kikaib.64.2690、ISSN 0387-5016、NAID 130004223088。
- 池田光優, 三上真人, 小嶋直哉「ＬＰＧ混入ディーゼルエンジンの排気特性」『日本機械学会論文集Ｂ編』第64巻第625号、日本機械学会、1998年、3126-3132頁、doi:10.1299/kikaib.64.3126、ISSN 0387-5016、NAID 130004223148。
- 和泉晴夫, 三上真人, 小嶋直哉「気流を伴う空胴型消音器の共鳴周波数移行現象に関する研究」『山口大学工学部研究報告』第49巻第1号、山口大学工学部、1998年10月、1-6頁、ISSN 03727661、NAID 110000217058。
- 倉橋吉則, 三上真人, 小嶋直哉「315 油膜反力がエンジンのピストン挙動におよぼす影響(エンジンシステムII)」『中国四国支部総会・講演会 講演論文集』第5巻、日本機械学会、2000年、109-110頁、doi:10.1299/jsmecs.005.1.109、NAID 110002535000。
- 三上真人「燃料液滴の蒸発と燃焼」『日本流体力学会誌「ながれ」』第20巻第2号、日本流体力学会、2001年、106-115頁、doi:10.11426/nagare1982.20.106、ISSN 0286-3154、NAID 130003817899。
- 相本幸宏, 池田光優, 三上真人, 小嶋直哉「320 副燃料混入軽油の噴霧特性に関する研究」『中国四国支部総会・講演会 講演論文集』第2002巻、日本機械学会、2002年、107-108頁、doi:10.1299/jsmecs.2002.107、NAID 110002480895。
- 三上真人, 大八木大史, 小嶋直哉, 菊池政雄, 若嶋勇一郎, 依田真一「新しい液滴生成技術を用いた微小重力場における燃料液滴列の燃え広がり実験」『日本燃焼学会誌』第45巻第134号、日本燃焼学会、2003年11月、238-247頁、doi:10.20619/jcombsj.45.134_238、ISSN 13471864、NAID 10017023723。